# Jasminanthes laotica
Jasminanthes laotica — вид квіткових рослин родини барвінкових (Apocynaceae). Описаний у 2019 році.

## Поширення
Ендемік Лаосу. Виявлений на півночі країни.

## Опис
Jasminanthes laotica симпатричний з Jasminanthes xuanlienensis. Відрізняється довшими чашолистками, тупими біля основи пластини, пелюстки яскраво-жовті з внутрішньої сторони та рожеві зовні.